# Funny Bike
Funny Bike är en dragracingklass för motorcyklar som motsvarar bilarnas Top Methanol Funny Car. 
Klassen är avsedd för kraftigt modifierade motorcyklar med olika kombinationer av turbo/kompressor med metanol eller bensin som drivmedel, eller med insprutning i kombination med nitrometan. Super Twin Top Gas-cyklar återfinns också här som är stora tvåcylindriga motorcyklar med insprutning eller förgasare.
Ramarna skall vara specialbyggda för dragracing med en hjulbas på minst 1 700 mm och ha en kaross som liknar en motorcykel. Backhjulet får vara max 14 tum.